# Альбасете, Антонио
Антонио Альбасете (исп. Antonio Albacete; род. 15 января 1965, Мадрид) — испанский автогонщик, трёхкратный чемпион Европы в гонках на грузовых автомобилях.

## Карьера
В возрасте пятнадцати лет Антонио стал вице-чемпионом Испании по картингу. В 1982 и 1986 годах он выигрывал испанский чемпионат Формулы-Фиеста (ныне Формула-Форд). 
В 1989 году он занял шестое место в британском чемпионате Формулы-3000. Годом позже Антонио выиграл чемпионат Испании в классе Формула-Рено, а также национальный чемпионат среди кузовных автомобилей. В 1991 году Альбасете занял место пилота в заводской команде Fiat и занял второе место в чемпионате Испании. В 1993 году он повторил это достижение в качестве пилота BMW. Следующий сезон Антонио провёл в команде Opel, а в 1995 году вернулся в BMW.
В 1996 году Альбасете занял второе место в Суперкубке Citroen, параллельно выступая в чемпионате страны за рулём Alfa Romeo. В 1997 году испанский чемпионат был отменён и Антонио получил от компании CEPSA пилотировать грузовой автомобиль MAN на чемпионате Европы. В 2005, 2006 и 2010 годах он выигрывал чемпионский титул. 
Гонки на грузовых автомобилях Альбасете совмещал с участием в чемпионате по гонкам на выносливость и классическом ралли в качестве пилота Mini Cooper. Также он работал тест-пилотом Subaru в Испании.